# Grundloch

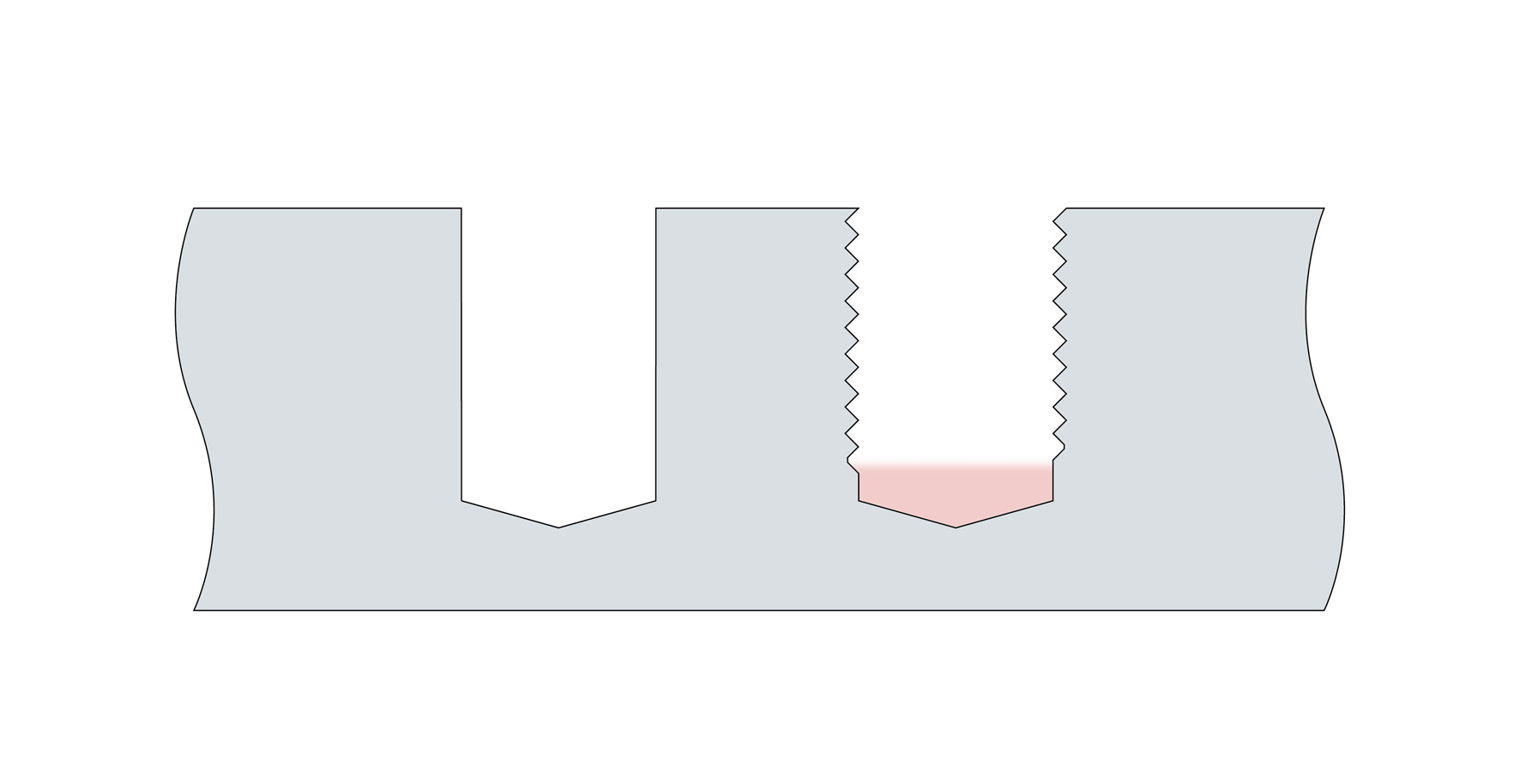
Links ein Sackloch als Kernloch, rechts mit geschnittenem Gewinde und dem rot markierten Grundloch

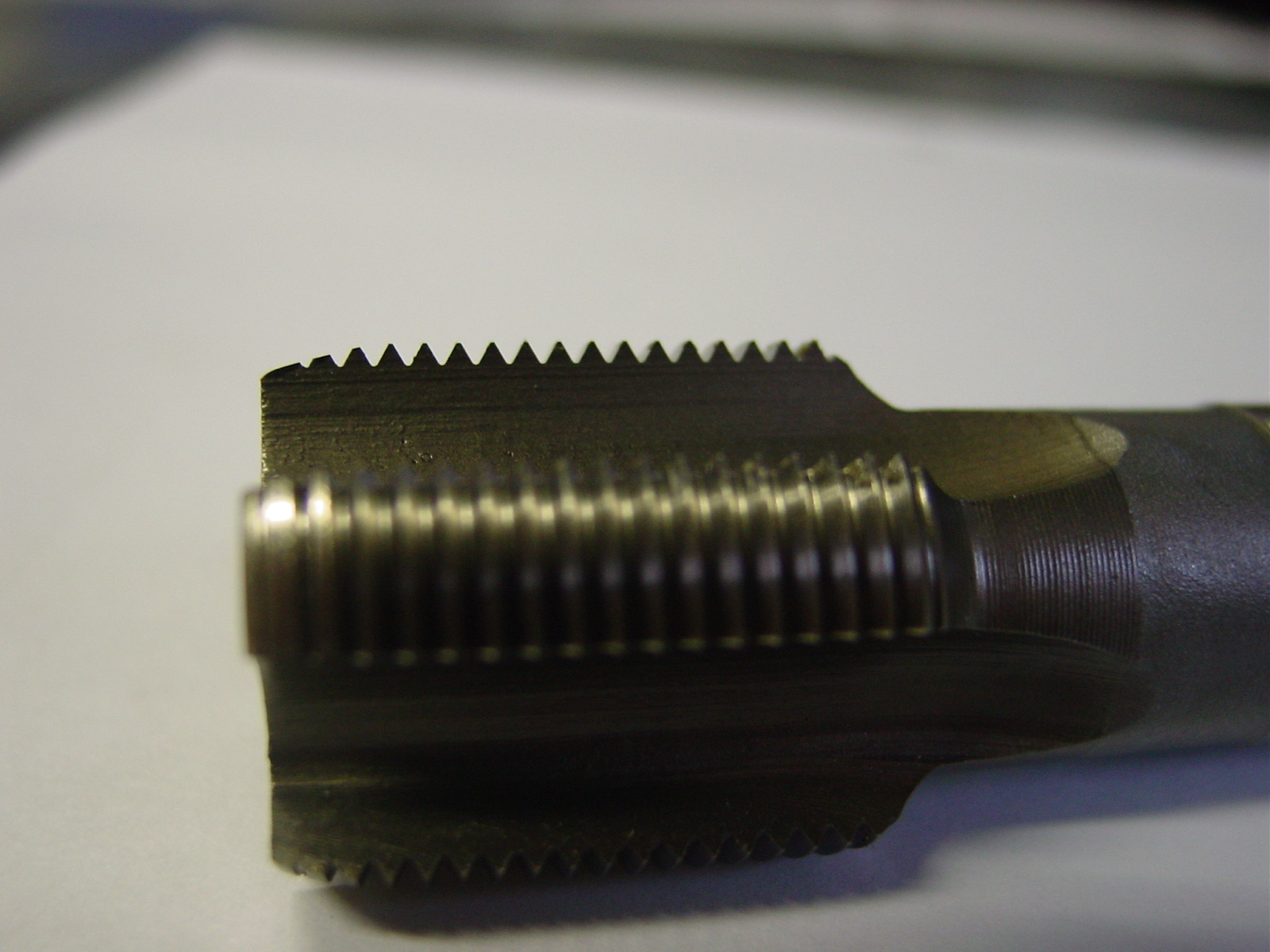
Spitze eines Gewindebohrers

Als Grundloch wird in der Fertigungstechnik der untere Teil eines Sacklochs mit Gewinde bezeichnet (siehe Abbildung).
Es ist technisch zu aufwendig, ein Gewinde bis auf den Grund zu schneiden. Arbeitet man mit herkömmlichen Werkzeugen, so verbleibt nach der Erstellung eines Gewindes in einem Sackloch stets noch das „Grundloch“. Das Grundloch entsteht durch die Spitze des ersten, „normalen“ Bohrers, die einen kegelförmigen Grund hinterlässt. Dieser Bereich ist nicht nutzbar, weil Gewindebohrer über einen sogenannten Anschnitt verfügen. Die Zähne des Gewindebohrers sind im Bereich der Spitze abgeflacht und schneiden kein vollständiges Gewinde. Die Gewindebereiche in der Nähe des Grundes sind deshalb nicht nutzbar.
Ähnlich verhält es sich bei geriebenen Löchern. Der Anschnitt der Reibahle verhindert ein Reiben bis auf den Grund der Bohrung.
Ein Kernloch zur Vorbereitung für ein Sackloch-Gewinde muss also um die Grundlochtiefe größer sein als die benötigte Gewindetiefe. Das Maß dafür hängt von dem verwendeten Gewindebohrer und dessen Anschnitt ab.